# Bavia planiceps
Bavia planiceps es una especie de Arachnida del género Bavia, de la familia de las arañas saltarinas, del orden Araneae.

## Distribución
Bavia planiceps se distribuye por Filipinas.

## Taxonomía
Fue descrita científicamente por Ferdinand Anton Franz Karsch en 1880. 
Tratamiento taxonómico
La especie aparece registrada y publicada en Zeitschrift Für Die Gesammten Naturwissenschaften, Dritte Folge, volumen 5, entre las páginas 373 y 409, ilustración número 12, Karsch, F. (1880).